# Mirogabalina
Mirogabalina (nome comercial: Tarlige; código de desenvolvimento: DS-5565) é um gabapentinoide desenvolvido pela farmacêutica japonesa Daiichi Sankyo. Outros exemplos de gabapentinoides são a gabapentina e a pregabalina. Como gabapentinoide, a mirogabalina se liga à subunidade α2δ dos canais de cálcio dependentes de voltagem (1 e 2), mas possui potência significativamente maior quando comparada à pregabalina. A mirogabalina demonstrou bons resultados em ensaios clínicos de Fase II para tratamento da neuropatia diabética.

## Pesquisa e desenvolvimento
Resultados de ensaios clínicos de Fase III:
- Eficaz: para neuralgia pós-herpética
- Ineficaz: para fibromialgia[3]
- Eficaz: para dor neuropática e neuropatia diabética[4]

## Histórico
No Japão, a farmacêutica Daiichi Sankyo apresentou um pedido de aprovação da mirogabalina para o tratamento da dor em casos de neuropatia periférica. O medicamento foi aprovado para tratamento de dor neurogênica e neuralgia pós-herpética no Japão em janeiro de 2019.